# Abancay
Abancay è una città del Perù capoluogo del dipartimento di Apurímac e sede dell'omonima diocesi.
Abancay è la città più popolata del dipartimento di Apurímac, con 58 741 abitanti, e si trova ad un'altitudine di 2378 m s.l.m. 
La città è stata fondata il 3 novembre 1574, prima di questa data apparteneva al dipartimento del Cusco fino alla creazione del Dipartimento di Apurímac, diventando poi capoluogo del dipartimento il 28 aprile 1873.

## Ubicazione
Abancay si trova al centro della Cordigliera Andina a 2378 m s.l.m. vicino al fiume Pachachaca, un affluente sinistro dell fiume Apurímac al centro di un bacino assai fertile. Le città vicine sono Cusco e Andahuaylas.
In questa zona le temperature scendono da maggio ad agosto fino al raggiungimento di 0 °C, mentre da settembre inizia il periodo con temperature elevate dove si possono raggiungere il massimo di 26 °C e il minimo di 11 °C.

## Storia
Il nome Abancay deriva da amankay, nome che gli indiani Quechua (o Chancas) devono ad un fiore che assomiglia ad un giglio bianco. Quando arrivarono gli spagnoli venne rinominata Amancay, Villa de los Reyes (Amancay, Città dei Re). Sotto il dominio spagnolo la città divenne il principale centro commerciale della zona. Nel 1537 le truppe di Diego de Almagro sconfissero gli uomini di Francisco Pizarro.
Abancay prima dell'arrivo degli spagnoli era già un centro popolato, era frontiera culturale incaica perché oltre la Valle del Pachachaca inizia la zona di influenza Chanka.
Gli spagnoli fondarono formalmente la città nel 1574 con il nome di Amancay, Villa de Santiago de los Reyes. Solo in epoca repubblicana questa Villa de Santiago de los reyes si chiamerà Abancay, e poi posteriormente diventerà una città nel 1873.

## Educazione

### Università
Abancay è sede di tre università, l'Universidad Particular Tecnológica de los Andes, Universidad Nacional Micaela Bastidas de Apurímac e l'Universidad Alas Peruanas.

## Economia
Il principale prodotto agricolo è la canna da zucchero. Inoltre Abancay è un importante nodo stradale e sono bene sviluppati il commercio agricolo e di bestiame e le distillerie di liquori.
Abancay è il centro industriale e commerciale di Apurímac, per il suo carattere di capitale della regione, e sede di diverse università e istituzioni educative, ad Abancay il settore dei servizi è molto sviluppato.
La valle del fiume Pachachaca ha un microclima molto speciale per la produzione di frutta, nel posto si può trovare le pesche, nettarine, albicocche, prugne europee e asiatiche, pere, mele, ciliegie e noci.
Il sito archeologico di Sayhuite, risalente ai tempi degli Inca, si trova a pochi chilometri dalla città. Lì c'è la Pietra Sayhuite, un monolite di forma approssimativamente sferica che gli studiosi ritengono una rappresentazione del mondo e dell'astronomia di quel popolo.